# 9114 Hatakeyama
9114 Hatakeyama è un asteroide della fascia principale. Scoperto nel 1997, presenta un'orbita caratterizzata da un semiasse maggiore pari a 2,3357340 UA e da un'eccentricità di 0,1105811, inclinata di 4,20545° rispetto all'eclittica.
L'asteroide è dedicato all'architetto giapponese Hideo Hatakeyama che ha realizzato vari impianti astronomici.